# Zatrudnienie
Zatrudnienie (praca w sensie prawnym) – odpłatne zaangażowanie pracy ludzkiej w działalność produkcyjną lub usługową podmiotu gospodarczego na podstawie umowy między dwiema stronami, pierwszą będącą pracodawcą i drugą zwaną pracownikiem. 
W Polsce zgodnie z art. 22 § 1 Kodeksu pracy przez nawiązanie stosunku pracy pracownik zobowiązuje się do wykonywania pracy określonego rodzaju na rzecz pracodawcy i pod jego kierownictwem oraz w miejscu i czasie wyznaczonym przez pracodawcę, a pracodawca – do zatrudniania pracownika za wynagrodzeniem. 
Zgodnie z metodologią badań Głównego Urzędu Statystycznego zatrudnieni w gospodarce narodowej to osoby zatrudnione na podstawie stosunku pracy na czas określony (w tym zatrudnione sezonowo i dorywczo) i nieokreślony, w pełnym i niepełnym wymiarze czasu pracy, pracownicy najemni w gospodarstwach indywidualnych w rolnictwie oraz nauczyciele w stanie nieczynnym lub przebywający na urlopach zdrowotnych. 
Zatrudnienie może być kategoryzowane według: charakteru zatrudnienia, rodzaju wykonywanej pracy, branż gospodarki, cech demograficznych zatrudnionych itd.